# 陳音 (越國)
陳音（？—？），中國春秋晚期楚國人，善於射擊，由范蠡引薦給越王勾踐。

## 生平
他向勾踐教授了弓弩射擊的原理以及作用並兼以聖人教誨，因而為越王所用，令其教授越國人弩射之道，在國都北郊訓練軍隊，訓練三個月後越國的軍隊學會了弩射。陳音死後，勾踐十分悲傷，將其葬在國都以西的山上，這座山後來也被叫做「陳音山」（在今中华人民共和国浙江省紹興市區西南）。
陳音在教授勾踐時所引用的《彈歌》，又称《断竹歌》《作弹歌》《竹弹谣》，單用“断竹，续竹，飞土，逐害”八字反映了远古社会生活，被認為是中國歷史上最早的二言詩歌，在中国音乐史和中国文学史上有极大价值。